# Jánošík (film 1935)
Jánošík (pol. Janosik) – czechosłowacki film przygodowy z 1936 roku w reżyserii Martina Fricia. Romantyczna opowieść biograficzna o słynnym tatrzańskim zbójniku z XVIII wieku – Juraju Jánošíku.

## Obsada
- Paľo Bielik – Juraj Jánosík
- Elena Hálková – Zuzka
- Theodor Pištěk – hrabia Markusovský
- Andrej Bagar – Sándor
- Zlata Hajdúková – Anka
- Janko Borodáč – sędzia
- Marie Skálová-Lamošová – hrabina
- Filip Dávidík – Janíčko
- Alois Peterka – hrabia Béla Révay
- Jindřich Plachta – chłopak od Janosika